# Telus
Telus es una compañía canadiense de telecomunicaciones. Con 8.143 millones de dólares canadienses en ganancias anuales, es la segunda más grande en Canadá después de Bell Canada. Telus provee productos y servicios de telecomunicación en línea e inalámbrica, es el principal proveedor de telefonía en línea en la provincia de Alberta, en la mayor parte de la Columbia Británica y en el este de Quebec.

## Historia
Telus surgió en 1990, luego de la privatización de la Alberta Government Telephones (AGT), hasta ese entonces propiedad del gobierno de Alberta. En 1995 Telus adquiere EdTel, el servicio de telefonía de la ciudad de Edmonton, finalizando con la presencia gubernamental en las telecomunicaciones de la provincia y continuando con el proceso de desregulación de las telecomunicaciones en el mercado. Esta desregulación también permitió que otras compañías, como Rogers Communications, Bell Canada, Primus Canada, y otras más, entren a competir en Alberta; al mismo tiempo, rápidas tecnologías emergentes, como teléfonos celulares, fibra óptica y servicios de Internet hicieron que Telus incremente sus servicios. En 1996, la marca Telus fue oficialmente implementada, unificando y retirando las marcas AGT y EdTel.
Una nueva versión de Telus surgió en enero de 1999, a través de la fusión con BCTel, el ex monopolio de las telecomunicaciones de la Columbia Británica, y la entonces Telus que sólo operaba en Alberta. A pesar de que BCTel era la compañía más grande, se decidió dejar la marca Telus como nombre de la nueva compañía ya que BCTel sugería limitaciones regionales (a causa de que BC es el acrónimo de Columbia Británica en inglés). Esta fusión permitió que Telus expanda su alcance para competir a nivel nacional e internacional. Telus también mudó la mayoría de las operaciones administrativas a Alberta para sacar provecho de impuestos más bajos y de trabajadores menos unionizados. Sin embargo, la sede ejecutiva se encuentra en Burnaby, en la provincia de la Columbia Británica, en lo que era la sede de BCTel.
En marzo de 2000, Telus obtuvo parte de QuébecTel, una compañía local en el sur de Quebec. En el mismo año, Telus compró Clearnet Communications, un proveedor de telefonía digital móvil con la misma tecnología que la central de Telus en Toronto, Ontario. Esto permitió que Telus expanda su red de servicios inalámbricos para ofrecer estos servicios a nivel nacional. En mayo de 2004 Telus ofreció 1.100 millones de dólares canadienses por Microcell Telecommunications (propietaria de Fido, una red GSM que no era compatible con la de Telus). Microcell Telecommunications fue finalmente adquirida por Rogers Communications, una compañía canadiense de telecomunicaciones y medios.
En 2008, Telus descontinuó su red telefónica móvil análoga debido a la falta de partes para el equipo. Un vocero de Telus dijo que ellos creían que ellos eran la última empresa móvil importante en hacerlo. Telus ha ofrecido un arreglo de costos compartidos para brindar líneas terrestres a los clientes quienes son afectados por el cierre de red análoga en áreas rurales axial como las señales digitales no funcionan tan bien como las análogas en tales áreas. 
En octubre del 2008, Telus fue nombrado uno de los Principales Empleadores por Mediacorp Canada Inc., lo cual fue anunciado por The Vancouver Sun, The Province y el Times-Colonist de Victoria.

## Publicidad
La publicidad de Telusc ha sido renombrada por su uso voluble de imágenes de temas naturales y el eslogan “El Futuro es Amistoso”. Muchos de los anuncios de televisión, al aire libre, dentro de la tienda e impresos de la compañía los caracterizan animales incluyendo cerdos vietnamitas, una rana arborícola, un mono, una lagartija, un pato, peces, un erizo, suricata y últimamente se han estado enfocando en cabras enanas. Más allá de los medios de comunicación tradicionales, Telus también ha extendido su imagen de la marca a su sitio web y su publicidad en línea. Los fundamentos de la marca Telus se originaron con Clearnet Communications, incluyendo sus colores, uso de temas de animales y la etiqueta “el futuro es amistoso”, la cual fue desarrollada e iniciada por Clearnet a finales de los noventa. Los colores oficiales de Telus son el verde y el púrpura.

## Campaña de Navidad 2005
Para la temporada navideña en el 2005, se lanzó una campaña publicitaria que involucraba un hipopótamo llamado Hazina del Gran Zoológico de Vancouver, acompañado de la canción “Quiero un Hipopótamo para Navidad” (“I want a Hippopotamus for Christmas”). El 31 de mayo de 2006, el zoológico fue acusado formalmente por crueldad animal por su trato hacia Hazina. Telus prometió $10,000 para la construcción de un nuevo hábitat para Hazina y anunció un plan para hacer posible la adopción de juguetes de hipopótamos de felpa a través de los distribuidores Telus, con todas las recaudaciones de BC dirigidos a Hazina y todas las recaudaciones de Alberta dirigidos a los hipopótamos en el Zoológico de Calgary. La campaña recaudó una suma adicional de $ 20.000 para el recinto de hipopótamos del zoológico Vancouver

## Conflicto laboral
Artículo principal: El sindicato de trabajadores de las telecomunicaciones
El conflicto laboral de Telus con el Sindicato de Trabajadores de Telecomunicaciones (TWU) comenzó después de que el contrato anterior, negociado con BCTel antes de la fusión Telus, expirara a finales de 2000. Después que Telus hizo su oferta final al TWU, informó al sindicato de su intención de poner fin a la controversia aplicando de manera unilateral su oferta de abril a los empleados en Alberta y Columbia Británica. El sindicato fue expulsado al día siguiente.
El 25 de julio de 2005, Telus bloqueó a sus suscriptores de Internet el acceso a un sitio web de apoyo a los miembros del sindicato expulsados, dando lugar a acusaciones de censura por parte de los miembros de TWU. Telus expresó su preocupación por el contenido del sitio, diciendo que incluye imágenes de empleados de cruzar líneas de piquetes y alentando conductas inadecuadas. Los Asociación de Libertades Civiles de Columbia Británica emitió una protesta oficial al bloqueo unilateral el 26 de julio, declarando que "Telus está aprovechando su poder como un proveedor de servicios de telecomunicaciones para censurar a un grupo específico, cierre de debate y el limitando los mensajes transmitidos sobre el conflicto laboral actual”
El 28 de julio, Telus emitió un comunicado de prensa detallando un mandato judicial que ordena a la página web de Alberta bloqueada, Voces para el cambio, eliminar anuncios de "fotos de empleados de Telus" y otros "materiales intimidantes o amenazantes”; el propietario del sitio accedió a cumplir y Telus desbloqueo a sus abonados del sitio web.

## Polémica
El 8 de enero de 2007, Telus se convirtió en la primera compañía norteamericana de telecomunicaciones en vender pornografía por teléfono celular. Telus puso desnudos y semi-desnudos a disposición de sus 5,1 millones de usuarios de telefonía celular.
De acuerdo con Telus, la comercialización de "contenido adulto" -como Telus llamaba a este servicio- era legal bajo la ley canadiense y que estaba actuando responsablemente al verificar la edad de sus usuarios.
En febrero de 2007, el arzobispo de la arquidiócesis católica de Vancouver, y también cliente de Telus, denunció públicamente a Telus por vender pornografía e instó a los otros miembros de la arquidiócesis a no renovar sus contratos con la compañía.
Con la posibilidad de más críticas de parte de clientes y otros líderes religiosos, Telus, el 28 de febrero de 2007, decidió descontinuar la venta de pornografía a sus clientes.

## Controversia de telefónica móvil
Telus, junto con Bell Mobility, ha atraído críticas sobre una nueva política de cargar 15¢ para los mensajes de texto entrantes a los clientes sin un plan del envío de mensajes de texto. Telus también ha sido acusado de forzar a clientes de cortar sus planes de datos que han sido publicados como " ilimitados" por términos vagos de violaciones y los han movido a servicios de un plan de 1GB el mes con una altos cargos en los excedentes.

## Patrocinio y nombramiento
Desde el año 2000, Telus y sus miembros del equipo han contribuido con más de 91 millones a organizaciones beneficencia y sin fines de lucro y ha hecho un voluntariado de más de 1,7 millones de horas de servicio a las comunidades locales. Telus patrocina un estadio de béisbol de las ligas menores de Edmonton, llamado el campo Telus. Construido en 1995, era el campo de los ya desaparecidos Edmonton Trappers, que jugaban en la liga de la Costa del Pacífico, y ahora es el estadio de los Edmonton Capitals, que juegan en la liga de béisbol de oro independiente. Telus también donó 8 millones al Mundo de la Ciencia en Vancouver con la condición de que fuese rebautizado como Mundo Telus de la Ciencia, dio 9 millones al Centro de la Ciencia de Calgary, y 8.2 millones al Odyssium de Edmonton; los tres museos de ciencia fueron rebautizados posteriormente como Mundo Telus de la ciencia. Telus también es arrendatario del mismo nombre en varios edificios de oficinas, incluidos el Tour Telus de Montreal y el Telus Plaza de Edmonton.
También patrocina el Kokanee Crankworx, un festival anual de bicicletas de montaña de estilo libre, celebrado en Whistler (Columbia Británica).
Igualmente, patrocina el estadio multifuncional PEPS de la Universidad Laval, en Quebec. Este estadio con capacidad para 12.750 personas, es la sede del equipo de fútbol Laval Rouge et Or, un equipo que juega en la U Sports.

## Telus Internacional
Se estima que Telus tiene 7000 empleados en las Filipinas, en donde se conoce como Telus International, Inc. como parte de su extensión global. Su oficina regional está situada en la ciudad de Pasig, mientras que las oficinas con los satélites se puede encontrar en la ciudad de Taguig y recientemente abrieron otra rama en Cubao, en Ciudad Quezon. La mayoría de la mano de obra empleada en las Filipinas es utilizada para los servicios norteamericanos, para centros de contacto de soporte y servicios de procesos de negocios. Otras oficinas regionales se sitúan adentro Gyeonggi (Corea del Sur) y en Vancouver (Canadá). La oficina corporativa principal se halla en Singapur.
Telus también cuenta con casi 6000 empleados en Centroamérica. Sus centros de servicio al cliente están ubicados en Ciudad de Guatemala y en Quetzaltenango, en Guatemala, y en la ciudad de Santa Tecla (El Salvador). Telus logró ventajas fiscales mediante la adquisición de la empresa Transactel S.A, que ahora lleva por nombre TELUS international.

## Actualización inalámbrica HSPA
Telus ha firmado un acuerdo con Nokia Siemens Networks y Huawei para crear una red del recubrimiento HSPA que funcionará a lo largo de su red existente de CDMA, previéndose su finalización para principios de 2010. A principios de octubre de 2009 Bell y Telus anunció que el lanzamiento de su red HSPA sería antes de lo previsto, en noviembre de 2009.
- Datos: Q165858
- Multimedia: Telus / Q165858